# Desmoderus variabilis
Desmoderus variabilis är en skalbaggsart som beskrevs av Dupont 1834. Desmoderus variabilis ingår i släktet Desmoderus och familjen långhorningar.
Artens utbredningsområde är Venezuela. Inga underarter finns listade i Catalogue of Life.